# Pra você, Ilza
Pra Você, Ilza é um álbum de jazz do músico brasileiro Hermeto Pascoal lançado em 28 de maio de 2024. Lançado pela gravadora Rocinante, o disco é uma homenagem de Hermeto para Ilza, esposa do artista, com quem foi casado por mais de quarenta anos.

## Contexto
Lançado em 26 maio de 2024 pela gravadora Rocinante, o álbum Pra Você, Ilza do multi-instrumentista Hermeto Pascoal foi lançado em duas versões, uma em disco de vinil contendo dez faixas, e uma versão digital, com três faixas bônus.
A obra é uma homenagem feita de Hermeto para Ilza, esposa do músico, com quem foi casado por quarenta e seis anos e teve seis filhos, com quem Hermeto conviveu até sua morte, em 2000, vitimada por um câncer de pâncreas.
Conforme apurou o jornalista musical Mauro Ferreira, em seu blog no G1, a fotografia da capa do álbum, datada de 1999, mostra uma foto de Hermeto com Ilza. Em entrevista para Pedro Ibarra do jornal Correio Braziliense, Hermeto afirmou que conheceu Ilza no Recife e que boa parte de sua obra é uma homenagem para Ilza. Ainda na entrevista, afirmou que desde a morte de Ilza, o músico compôs 190 músicas dedicadas para a esposa e que teve que realizar uma curadoria para escolher quais músicas entrariam no álbum.
O álbum foi gravado em Araras, na região serrana do Rio de Janeiro. O lançamento do disco ocorreu no dia em que fazia-se vinte e quatro anos do falecimento de Ilza.

## Faixas
| Lado A         |                      |         |  |
| N.º            | Título               | Duração |  |
| 1.             | "Inspirando fundo"   | 3:05    |  |
| 2.             | "Conversação"        | 4:51    |  |
| 3.             | "Porto da Madeira"   | 2:46    |  |
| 4.             | "Do Rio para Recife" | 5:17    |  |
| 5.             | "Seus lindos olhos"  | 4:50    |  |
| Duração total: | Duração total:       | 20:49   |  |

| Lado B         |                         |         |  |
| N.º            | Título                  | Duração |  |
| 1.             | "Passeando pelo jardim" | 5:33    |  |
| 2.             | "Sentir é muito bom"    | 3:34    |  |
| 3.             | "Recordações de Recife" | 4:04    |  |
| 4.             | "Sol de Recife"         | 4:32    |  |
| 5.             | "Pra você, Ilza"        | 3:33    |  |
| Duração total: | Duração total:          | 21:16   |  |

| Faixas bônus do álbum digital |                               |         |  |
| N.º                           | Título                        | Duração |  |
| 1.                            | "Inspirando fundo"            | 3:05    |  |
| 2.                            | "Na feira do Jabour"          | 8:06    |  |
| 3.                            | "No topo do morro de Aracajú" | 2:54    |  |
| Duração total:                | Duração total:                | 14:05   |  |

## Recepção

### Crítica
Katchie Cartwright, do portal estadunidense All About Jazz, classificou o álbum com quatro estrelas e meia de cinco, e afirmou que o disco é "cheio de coração, um trabalho feito com amor, com performances multifacetadas, em uma homenagem carinhosa a uma vida frutífera e um longo casamento."
Sidney Molina, do jornal pauliano Folha de S.Paulo, deu cinco estrelas – a maior cotação adotada pelo jornal – e acrescentou que: "os temas tocados em uníssono não são ainda, é claro, os improvisos, mas fruto de uma escrita em que o virtuosismo já está implícito, tanto nas peripécias rítmicas como no andamento rápido." Laís Franklin, da revista Bravo!, elogiou o disco e recomendou: "o disco é daqueles que merece ser escutado na íntegra, sem pressa. Um convite para imersão criativa".
Raul da Gama, do portal canadense Latin Jazz Network, elogiou o trabalho e comentou: "tal como noutras gravações, também em Pra Você, Ilza a música do Sr. Pascoal entrelaça inexoravelmente melodia, harmonia e ritmo."

### Prêmios
No ano de 2024, o álbum foi indicado ao Grammy Latino na categoria de melhor álbum de jazz Latino/jazz. Em cerimônia realizada no Kaseya Center, em Miami, nos Estados Unidos, o álbum venceu o prêmio.
No ano seguinte, o trabalho foi indicado ao Prêmio da Música Brasileira de 2025, na categoria 'instrumental - lançamento'. Na festa de entrega realizada no Theatro Municipal do Rio de Janeiro, na cidade do Rio de Janeiro, o álbum foi superado pelo trabalho Y'Y do músico pernambucano Amaro Freitas.
| Ano  | Prêmio                      | Categoria                                           | Local do evento                                                             | Resultado | Ref.   |
| ---- | --------------------------- | --------------------------------------------------- | --------------------------------------------------------------------------- | --------- | ------ |
| 2024 | Grammy Latino               | Grammy Latino para Melhor Álbum de Jazz Latino/Jazz | Kaseya Center, Miami, Flórida, Estados Unidos                               | Venceu    | [ 19 ] |
| 2025 | Prêmio da Música Brasileira | Instrumental - Lançamento                           | Theatro Municipal do Rio de Janeiro, Rio de Janeiro, Rio de Janeiro, Brasil | Indicado  | [ 20 ] |

## Ficha técnica
Trabalharam no disco os músicos:
- Hermeto Pascoal: berrante, copo com água, chaleira, cano PVC, flauta baixo, escaleta, piano acústico e teclados

- Ajurinã Zwarg: bateria e percussão

- André Marques: piano acústico e teclados

- Fábio Pascoal: percussão

- Itiberê Zwarg: baixo elétrico e tuba

- Jota P.: saxofones soprano, alto e tenor, flauta e flautim